# الهوبيت (سلسلة أفلام)
الهوبيت (بالإنجليزية: The Hobbit)‏ هي سلسة أفلام خيالية من طراز المغامرات الملحمية من إخراج النيوزيلندي بيتر جاكسون وتأليف البريطاني ج. ر. ر. تولكين، وتُعتبر هذه السلسلة مكملة لثلاثية سيد الخواتم الأسطوريةُ لنفس المخرج والمؤلف.
والأفلام هي:
- الهوبيت: رحلة غير متوقعة (بالإنجليزية: The Hobbit: An Unexpected Journey)‏ (ديسمبر 2012)
- الهوبيت: قفرة سموغ (بالإنجليزية: The Hobbit: The Desolation of Smaug)‏ (ديسمبر 2013)
- الهوبيت: معركة الجيوش الخمسة (بالإنجليزية: The Hobbit: The Battle of the Five Armies)‏ (ديسمبر 2014)

## الملخص
تبدأ سلسلة الأفلام أثناء مرور الساحر غاندالف بقرية الهوبيتيين، حيث يُقابل الهوبيتي العجوز بيلبو باغنز. يحدثه غاندالف عن أنه يبحث عن مغامر لخوض رحلة ما، فيرفض بيلبو العرض فوراً، غير أن غاندالف يخدعه ويفرض الأمر عليه بإقامة حفلة في منزله تضمُّ 13 قزماً، هم - إلى جانب بيلبو وغاندالف - أعضاء المغامرة. وأسماء الأقزام هي: دولين وبالين وكيلي وفيلي وأويْن وأوري ودوري ونوري وغلويْن وبيفور وبوفور وبومبور وثورين (قائد المجموعة).
تتمحور القصة حول كنز يريد الأقزام استعادته من التنين سموغ. كان أجداد هؤلاء الأقزام يسكنون في جبل يُسمَّى الجبل الوحيد، به الكثير من الكنوز، من الذهب والفضة والمجوهرات، في بلدة تُسمَّى دايل. غير أن التنين سموغ، الذي أتى من الشمال البعيد مع مجموعة من التَّنانين الأخرى، يدمر البلدة قبل نحو قرن من أحداث القصة، ويستولي على كلّ كنوز الأقزام. ويريد الأقزام الثلاثة عشر التخلّص من التنين واستعادة كنوز أجدادهم.
يطلع الأقزام بيلبو على خريطة للجبل، تبيِّن وجود ممرٍّ سري فيه. تعبر المجموعة المؤلَّفة من خمسة عشر فرداً البراري الجرداء بعيداً عن أرض الهوبيتيّين، المقاطعة. تُمسِك بهم أثناء الطريق مجموعة من ثلاث ترلات، غير أنهم ينجحون بالتخلص منهم عندما تُشرق الشمس ويتحوَّلون إلى حجارة. بعد ذلك يتوجَّهون إلى ريفنديل، حيث يلتقون بإلروند ويحصلون على استراحة قصيرة بدون متاعب. أثناء عبورهم الجبال الضبابية بعد مغادرتهم ريفندل، تداهمهم عاصفة رعدية، فيلجئون إلى أحد الكهوف، غير أن الغوبلن (الأروكيون) يمسكون بهم هناك ويأخذونهم إلى أنفاقهم العميقة داخل الجبال. ينجح غاندالف لاحقاً بتحريرهم، لكن بيلبو ينفصل عن باقي المجموعة أثناء الهرب، ويضيع في الأنفاق المظلمة، حيث يعثر على الخاتم الأوحد بالصدفة. يلتقي بيلبو في النفق بالمخلوق غولم، فيتّفقان على خوض لعبة الأحاجي، فإن فاز بيلبو يدلّه غولم على المخرج، وإن فاز غولم يأكل بيلبو. يفوز بيلبو باللعبة، لكن غولم يرفض مساعدته، وحينما يكتشف أن خاتمه قد سرق يبدأ بمطاردة بيلبو، فيتمكن هذا من الاختباء باستخدام الخاتم، ثم يقتفي أثار غولم وينجح بالهرب من أنفاق الغوبلن.
يلتقي بيلبو بأصحابه مجدداً بعد خروجه من الأنفاق، لكن سرعان ما يبدأ الغوبلن والذئاب بملاحقتهم، ويشرفون على الهلاك قبل أن تنقذهم نسور الجبال الضبابية وتحملهم بعيداً. يعاودون سيرهم، ويعلمهم غاندالف بأنّ عليه الرحيل جنوباً لأداء بعض المهمات، فيأخذهم إلى منزل بي أورن حيث يحصلون على قسط من الراحة وعلى خيول جديدة بدلاً من تلك التي فقدوها في أنفاق الغوبلن، ثم يسيرون شمالاً نحو غابة ميرك وود، حيث يتركهم غاندالف أخيراً. يجوع الأقزام ويضيعون في الغابة، وينقذهم بيلبو بأعجوبة من العناكب العملاقة بعد أن تأسرهم. لكن سرعان ما يقبض عليهم إلف الغابة، الذين يأخذونهم إلى قصرهم الواقع في كهف داخل جبل كبير. يظل بيلبو مختفياً داخل القصر باستخدام خاتمه، ثم ينجح بإيجاد خطة لمغافلة الإلف وتهريب الأقزام عبر جدول مائي يجري تحت الجبل، يوصلهم أخيراً إلى بلدة البحيرة التي يسكنها البشر.
يلقى الأقزام احتفاءً هائلاً ببلدة البحيرة، ويحصلون على الطعام والمسكن، قبل أن يغادروا بعد عدة أيام نحو الجبل الوحيد، وجهتهم الأخيرة. يقضي الأقزام عدة أيام في البحث عن الممرّ السري، وأخيراً يعثرون على بابه عند مرج عشبيٍّ صغير في جانب الجبل، محاط من كل الاتجاهات بجدارٍ صخريٍّ عالٍ. يدخل بيلبو النفق ويصل إلى حجرة التنين العظيمة، المليئة بالكنوز والمجوهرات. يسرق بيلبو كأساً ذهبية مستغلاً نوم التنين العميق، ثم يفرّ مسرعاً، وعندها يستيقظ التنين ويجنّ جنونه، ويبدأ بإحراق الجبل كله، فيما يختبئ الأقزام بين الصخور. بعد فترة يتعب التنين، فيعود إلى مرقده للرّاحة، لكن الخطط تنفذ من الأقزام، فيقرّرون إرسال بيلبو إلى الحجرة مجدداً. ما إن يدخل بيلبو حتى يلحظه التنين ويبدأ بالحديث معه، فيخوضان حواراً طويلاً، ويستغلّ بيلبو الحوار بفحص التنين، فيلاحظ وجود ثغرة بدرعه الحديدي الهائل عند صدره الأيسر، غير أنه ينجح في تلك الأثناء باستفزاز التنين وإثار غضبه، فيجنّ جنونه مجدداً ويبدأ بتحطيم الجبل.
يُضطّر الأقزام إلى دخول النفق وإغلاق بابه من الداخل للاحتماء، مع أنهم لا يدرون كيفية إعادة فتحه، فيعلقون داخل النفق، محاصرين بين الباب المغلق من جهة ومدخل حجرة التنين الغاضب من جهة أخرى. وفي هذه الأثناء، يستنتج التنين - من بعض ما دار بينه وبين بيلبو من كلام - أنّه لا بد وأن أهالي بلدة البحيرة هم من أرسلوا هؤلاء الدخلاء، فيقرّر الذهاب لمعاقبتهم على ذلك. بعد أن يتملّك الأقزام الجوع وييأسوا من إيجاد مخرج، يتّفقون على الذهاب نحو حجرة التنين معاً كحلٍّ أخير. لكنّهم يفاجئون هناك باختفاء التنين، فيدخلونها ويتجوّلون كما يحلوا لهم، ويبدؤون بجمع الكنوز، ويعثر بيلبو خلال ذلك على حجر آركين الأبيض السحريّ، فيأخذه سراً دون إعلام الآخرين. في بلدة البحيرة، يكون التنين قد شنّ هجوماً عنيفاً على القرية ودمَّرها وأحرقها، يحاول الأهالي بقيادة المحارب براد الدّفاع عنها، لكنهم يفشلون أمام درع التنين الحصين، وفي اللحظة الأخيرة يُخبِر طائر سمنة - كان يتجسّس على حوارات بيلبو والأقزام - براد بنقطة ضعف التنين، فيرمي ثغرة درعه بآخر سهمٍ متبقٍّ معه، وينجح بقتله.
يأتي إلف الغابة بعد سماع أنباء مقتل التنين إلى البلدة، حيث يهنّئون الأهالي ويقدّمون المساعدات لهم لإعادة بنائ بلدتهم، ثمّ يتحد بشر البحيرة مع إلف الغابة ويزحفون بجيش ضخمٍ نحو الجبل - حيث يتحصَّن الأقزام بعد سماعهم بأنباء الزحف - ويفرضون الحصار عليه، مطالبين بتعويضات من الكنز عن ما لحق ببلدتهم من دمار. يرفض ثورين منحهم أي جزءٍ من الكنز زاعماً أنه مِلكٌ له بصفته ملك ما تحت الجبل، ويرسل طيور السمنة لإعلام ابن عمِّه داين بن ناين بالقدوم إليه على عجلٍ من التّلال الحديدية مع جيش من 500 قزم. بعد فشل المفاوضات يقرّر بيلبو إعطاء حجر الآركين للبشر والإلف، على أمل أن يستطيعوا إقناع ثورين بمقايضته بالكنز والعدول عن الحرب، لكن ثورين يُعانِد ويرفض، ويقوم بطرد بيلبو الذي ينضمُّ إلى جيش البحيرة والغابة، حيث يلتقي بالساحر غاندالف بشكلٍ مفاجئ. يتقدَّم الأقزام ويحين أوان المعركة، غير أنّ غاندالف يقفز بين الجيشين محذّراً فجأةً، فقد وصل جيشٌ هائلٌ من الذئاب والغوبلن للانتقام لمقتل ملكهم العظيم. وهكذا يتّحد الأقزام والبشر والإلف من طرف، لمواجهة الغوبلن والذئاب على الطرف الآخر، حيث تدور معركة الجيوش الخمسة. تكون أعداد الغوبلن والذئاب ضخمة جداً، ويبدو أنهم سينتصرون، لكنّ بي أورن وجيشاً من النسور يصلون في اللحظة الأخيرة فيحقّقون النصر.
يُصَاب ثورين إصابات بالغة في المعركة، ويموت في اليوم التالي، هو والقزمان فيلي وكيلي اللذين كانا يقاتلان إلى جانبه بالمعركة. يصبح داين هو ملك ما تحت الجبل خلفاً لثورين، ويوزّع الكنز بالتساوي، ويرغب بإعطاء بيلبو الحصّة الأكبر، غير أنّه يرفض أغلب حصته، ويرضى بصندوقين من الذهب والفضة فحسب، لكنّه مع ذلك يعود إلى موطنه بالمقاطعة وهو هوبيت في غاية الثَّراء. يقطع بيلبو طريق العودة مع غاندالف، يتوقّفان لفترة في منزل بي أورن، ولفترة أخرى في ريفندل (حيث يعلم أن غاندالف بعد أن فارق الأقزام، عمل مع مجلس السحرة على القضاء على ساحرٍ شريرٍ بجنوب غابة ميرك وود). أخيراً يصل بيلبو إلى منزله، حيث يُفاجأ بأن أهالي بلدته قد افترضوا وفاته بعد غيابه الطويل برحلته، وبدأ أعداءه من أبناء عمومته من عائلة الساكفيل باغينز ببيع مقتنياته، غير أنه ينجح باستعادتها مستخدماً ثروته، ويبقى هوبيتاً غنياً وسعيداً حتى نهاية حياته.

## طاقم الفيلم
البطل الرئيسي للقصة هو
مارتن فريمان الذي يقوم بدور بيلبو باجنز في شبابه، كما يقوم العديد من الممثلون الذين شاركوا في ثلاثية سيد الخواتم بالمشاركة في الهوبيت، ومنهم إيان ماكيلين بدور الساحر غاندالف، كيت بلانشيت بدور غلادريل سيدة جن لورين، أندي سيركس
بدور غولوم بالإضافة إلى مشاركته كمخرج للوحدة الثانية، وكذلك يشارك هوغو ويفنغ بدور إلروند سيد مدينة ريفنديل وإليجاه وود في دور فرودو باجنز ابن أخ بيلبو باحنز البطل الرئيسي.

## وصلات خارجية
- الهوبيت على موقع الموسوعة البريطانية (الإنجليزية)
- الموقع الرسمي